# Eranakall Kaval, Tiptur
Eranakall Kaval là một làng thuộc tehsil Tiptur, huyện Tumkur, bang Karnataka, Ấn Độ.